# Cornell Egyetem
A Cornell Egyetem (ejtsd: kornel, angolul Cornell University) az Amerikai Egyesült Államok egyik legnagyobb kutatóegyeteme a New York állambeli Ithaca városban, tagja az Ivy League-nek. 1865-ben ketten alapították: Ezra Cornell üzletember, a távíróipar úttörője és Andrew Dickson White, egy elismert történész-tanár.

## Ismertebb diákjai

### Nobel-díjasok(ND)
- George W. Beadle (Ph.D. 1930) – Orvosi Nobel-díj 1958.
- Pearl S. Buck (M.A. 1926) – a Pulitzer-díjas regény, a The Good Earth szerzője – (Irodalmi Nobel-díj 1938).
- Robert Fogel (B.A. 1948) – (Közgazdasági Nobel-emlékdíj 1993).
- Sheldon Lee Glashow (A.B. 1954) – (Fizikai Nobel-díj 1979).
- Robert W. Holley (Ph.D. 1947) – (Orvosi Nobel-díj 1968)
- Barbara McClintock (B.S. 1923, A.M. 1925, Ph.D. 1927) – (Orvosi Nobel-díj 1983).
- Toni Morrison (A.M. 1955) – Irodalmi Nobel-díj.
- Douglas D. Osheroff (M.S. 1971, Ph.D.1973) – (Fizikai Nobel-díj 1996).
- Isidor Isaac Rabi (B.Chem. 1919) – (Fizikai Nobel-díj 1944).
- Steven Weinberg (A.B. 1954) – (Fizikai Nobel-díj 1979).

### További diákok
- Ernst Knobil (1926–2000) amerikai biológus, endokrinológus, az MTA tagja
- Kenneth Roberts, író
- Kurt Vonnegut, író

### Magyar származású oktatók
- Erdélyi-Szabó Miklós matematikus
- Tardos Éva matematikus

## Tagság
Az egyetem az alábbi szervezeteknek a tagja:
- Ivy League
- ORCID
- Digitális Könyvtárak Szövetsége
- Consortium of Social Science Associations
- Shibboleth Konzorcium
- Northeast University Semiconductor Network
- DataCite
- Association of American Universities
- Amerikai Főiskolák és Egyetemek Szövetsége
- Amerikai Oktatási Tanács
- Nemzeti Bölcsészettudományi Szövetség
- Higher Education Leadership Initiative for Open Scholarship
- Információhálózati Koalíció
- Association of Public and Land-grant Universities
- Kutatókönyvtárak Központja
- Scholarly Publishing and Academic Resources Coalition
- Council on Governmental Relations

## Leányszervezetek
Az egyetem alá az alábbi szervezetek tartoznak:
- Cornell University Library
- Center for Advanced Human Resource Studies, Cornell University
- Weill Cornell Medicine
- Kavli Institute at Cornell for Nanoscale Science
- Cornell Laboratory of Atomic and Solid State Physics
- Cornell Lab of Ornithology
- Cornell Law School
- Cornell Egyetem Mérnöki Főiskola
- Cornell University College of Agriculture and Life Sciences
- Cornell University College of Architecture, Art, and Planning
- Cornell University School of Industrial and Labor Relations
- Cornell University School of Hotel Administration
- Cornell University School of Continuing Education and Summer Sessions
- Cornell Egyetem Művészettudományi Főiskola
- Cornell Egyetem Állatorvostudományi Főiskola
- Cornell Egyetem Humánökológiai Főiskola
- Cornell Institute for Social and Economic Research
- Cornell University Press

## Galéria
- Kék ég a Sibley Hall felett
- Az egyetem botanikus kertje
- A Willard Straight Hall
- A campus madártávlatból
- A Goldwin Smith Hall
- A Stimson Hall épülete
- A Lejtő
- A Lyon Hall
- A Kay és a Bauer Hall
- A Bailey Hall

- Az egyetem 1874-es ábrázolása
- Valamikor 1900 és 1905 között
- Kilátás a McGraw-toronyból (1892)
- A mezőgazdasági iskola 1920-ban
- A Morrill Hall 1868-ban
- A Háborús Emlékmű kertje 1935-ben
- A Fehér Kapu, az egyetem bejárata 1910-ben
- Az egyetem 1920-ban diplomázó osztálya